# Severna kapija: Glasovi u tami
Severna kapija: Glasovi u tami je drugi deo popularnog serijala o Severnoj kapiji za koji je planirano četiri nastavka. Ovaj serijal, namenjen mladima, delo je mladog pisca Danijela Jovanovića. Pomenuti roman objavljen je u oktobru 2017. godine u izdanju „Otvorene knjige“ iz Beograda. Ovaj deo priča predstavlja direktan nastavak romana Severna kapija: Duhovi prošlosti. Ilustracije za ovo izdanje, kao i za prethodno, radila je Aleksandra Јevtović, arhitekta i afirmisani umetnik.

## Radnja knjige
Kada je prošle godine, nakon što je uz pomoć svojih prijatelja, sprečila najmračniju ceremoniju u istoriji škole i stala na put staroj veštici iz sveta iza kapije, Suzana nije planirala da se vraća u “Severnu kapiju”. Međutim, stara kapija, skrivena duboko unutar planinske šume, se ponovo otvara. Ovoga puta zlo ne ostaje samo sa druge strane već se tiho, poput nevidljive pošasti, širi po školskom imanju i čitavoj planini. Uprkos nadama da će ova školska godina proteći u bezbednoj atmosferi, Suzana i njeni prijatelji bivaju uvučeni u misteriju o kakvoj nisu mogli ni da sanjaju. Prošlost još uvek nije ispričala svoju priču do kraja, a nevidljivi demoni krvoločno napadaju svakog ko im se nađe na putu. Suzana će morati da donese teške odluke ne bi li sebe i svoje prijatelje iščupala iz kandži tame koja ih sa svih strana pritiska.

## Spoljašnje veze
- Sajt bookvar - Drugi deo serijala "Severna kapija"
- Sajt Crna ovca - Glasovi u tami Архивирано на веб-сајту  (29. децембар 2017)